# Кастросерна-де-Абахо
Кастросерна-де-Абахо (ісп. Castroserna de Abajo) — муніципалітет в Іспанії, у складі автономної спільноти Кастилія-і-Леон, у провінції Сеговія. Населення — 54 особи (2010).
Муніципалітет розташований на відстані близько 85 км на північ від Мадрида, 43 км на північний схід від Сеговії.

## Демографія
Динаміка населення (INE ):